# L. P. Ladouceur
Louis-Philippe „L. P.“ Ladouceur (* 13. März 1981 in Montreal, Quebec) ist ein kanadischer American-Football-Spieler auf der Position des Long Snappers. Er war von 2005 bis 2020 für die Dallas Cowboys in der National Football League (NFL) aktiv.

## Frühe Jahre

### High School
Ladouceur spielte auf der Position des Linebackers und des Defensive Lineman an der Notre Dame High School in Montreal sowie am John Abbot College.

### College
Nachdem er diverse Angebote von amerikanischen Colleges erhalten hatte, entschied er sich für die University of California, Berkeley zu spielen. Nach einer Knieverletzung verlor er seinen Platz in der Defensive und wechselte auf die Position des Long Snappers.

## Professionelle Karriere

### CFL
Ladouceur wurde 2004 in der vierten Runde des Drafts der Canadian Football League von den Ottawa Renegades gewählt, entschied sich jedoch seine schulische Karriere weiterzuführen.

### NFL

#### New Orleans Saints
Nachdem "L. P." im NFL Draft 2005 von keinem Team gewählt wurde, erhielt er einen Vertrag als Free Agent bei den New Orleans Saints. Ladouceur wurde am 29. August 2005 von den Saints entlassen, ohne ein Spiel absolviert zu haben.

#### Dallas Cowboys
Die Dallas Cowboys nahmen Ladouceur während der laufenden NFL-Saison 2005 auf. Er bestritt 253 Spiele für die Cowboys, mehr Spiele für Dallas absolvierte nur Jason Witten (255). Nach der Saison 2020 nahmen die Cowboys Ladouceur nicht erneut unter Vertrag.